# Project Aiko
Project Aiko è il primo androide femminile canadese, sviluppato da Le Trung laureato in chimica alla università di York. A capo del progetto è lo stesso Le Trung che ha progettato sia il software che l'hardware di Aiko. Il nome Aiko deriva dalla combinazione tra le parole "Ai" (in italiano amore) e "ko" (figli).
Aiko ha la capacità di mimare con il volto l'espressione di panico e sofferenza ed ha l'abilità di imparare cosa rappresenta un fattore di sofferenza e di evitarlo. La sua prima apparizione in pubblico è avvenuta al Toronto International Center Exhibition nel 2007 durante l'Hobby Show. Il corpo di Aiko è stato costruito in un periodo di 3 mesi al costo di 25.000 Dollari forniti da un fondo statunitense. Le Trung continua ad aggiungere nuovo hardware e software ad Aiko con l'obbiettivo di renderla sempre più simile nel comportamento e nei movimenti ad un essere umano.
La pelle in silicone di Aiko è stata prodotta da una compagnia Giapponese produttrice di bambole e ha l'aspetto della pelle umana. Aiko pesa 30 kg ed ha un'altezza di 152 centimetri.
Aiko ha la capacità di riconoscere la voce, i volti ed i movimenti di chi gli sta di fronte. Può riconoscere anche gli oggetti che vede. Può risolvere problemi matematici.
Aiko è controllata da un software progettato dallo stesso Le Trung chiamato B.R.A.I.N.S. Acronimo di Biometric Robot Artificial Intelligence Neural System. Grazie a questo software può imparare semplici nuove informazioni.
Può inoltre parlare Giapponese ed inglese e conosce 13.000 frasi per rispondere verbalmente alle domande poste.
Aiko è dotata di molti sensori nel suo corpo e nelle sue braccia in modo tale da interagire con le persone quando viene toccata.
I progetti futuri di Le Trung prevedono in futuro di aggiungere ad Aiko la capacità di camminare.

## Caratteristiche tecniche
- Altezza: 152 cm
- Seno: 82 cm
- Vita: 57 cm
- Busto: 84 cm
- Peso: 30 kg
- Meccanica, articolazioni: 23 DOF totali, di cui 10 nelle mani.